# جيمس أ. باركلي
جيمس أ. باركلي هو مؤرخ ولاعب غولف كندي، ولد في 29 أكتوبر 1923 في غلاسكو في المملكة المتحدة، وتوفي في 3 ديسمبر 2011.